# 一木太郎
一木 太郎（いちき たろう、1976年9月1日 - ）は東京都八王子市出身の元サッカー選手。ポジションはミッドフィールダー（ボランチ）、ディフェンダー（スイーパー、サイドバック）。

## 来歴
小学5年生のときから読売クラブの下部組織でサッカーを学び、高校進学後（桐蔭学園高校へ進学）もユースを選択した。同期には財前宣之らがいる。
1993年、日本で開催された1993 FIFA U-17世界選手権に出場するU-17サッカー日本代表のメンバーに選ばれる。ボランチとして4試合すべてに先発出場し、ベスト8進出に貢献。同年のJユースカップに無理を押して出場したことにより腰のヘルニアを発症し、高校3年生時はサッカーができる状態になくリハビリに専念する。
1995年にヴェルディ川崎のトップチームに昇格。昇格1年目もリハビリを続けつつ、大学進学のため予備校に通う。1996年に中央大学に入学。2年目からは腰の状態も回復したが、当時のV川崎の選手層の厚さもあり、3年間在籍して公式戦出場はなかった。1997年に戦力外通告を受けてV川崎を退団。
1998年からは在学中だった中央大学のサッカー部に入部。卒業後はHonda FCとソニー仙台のセレクションを受け、2000年にソニー仙台に加入、社員として働きつつサッカーを続けた。選手生活晩年は出場機会が減少、2005年に現役を引退して社業に専念することとなった。

## 所属クラブ
- 読売ユース
- 1995年 - 1997年 ヴェルディ川崎
- 1998年 - 1999年 中央大学
- 2000年 - 2005年 ソニー仙台FC

## 個人成績
| 国内大会個人成績 | 国内大会個人成績 | 国内大会個人成績 | 国内大会個人成績 | 国内大会個人成績 | 国内大会個人成績 | 国内大会個人成績 | 国内大会個人成績 | 国内大会個人成績 | 国内大会個人成績 | 国内大会個人成績 | 国内大会個人成績 |
| 年度             | クラブ           | 背番号           | リーグ           | リーグ戦         | リーグ戦         | リーグ杯         | リーグ杯         | オープン杯       | オープン杯       | 期間通算         | 期間通算         |
| 年度             | クラブ           | 背番号           | リーグ           | 出場             | 得点             | 出場             | 得点             | 出場             | 得点             | 出場             | 得点             |
| 日本             | 日本             | 日本             | 日本             | リーグ戦         | リーグ戦         | リーグ杯         | リーグ杯         | 天皇杯           | 天皇杯           | 期間通算         | 期間通算         |
| ---------------- | ---------------- | ---------------- | ---------------- | ---------------- | ---------------- | ---------------- | ---------------- | ---------------- | ---------------- | ---------------- | ---------------- |
| 1995             | V川崎            | -                | J                | 0                | 0                | -                | -                | 0                | 0                | 0                | 0                |
| 1996             | V川崎            | -                | J                | 0                | 0                | 0                | 0                | 0                | 0                | 0                | 0                |
| 1997             | V川崎            | 34               | J                | 0                | 0                | 0                | 0                | 0                | 0                | 0                | 0                |
| 通算             | 日本             | 日本             | J                | 0                | 0                | 0                | 0                | 0                | 0                | 0                | 0                |
| 総通算           | 総通算           | 総通算           | 総通算           | 0                | 0                | 0                | 0                | 0                | 0                | 0                | 0                |